# Patricia Bath

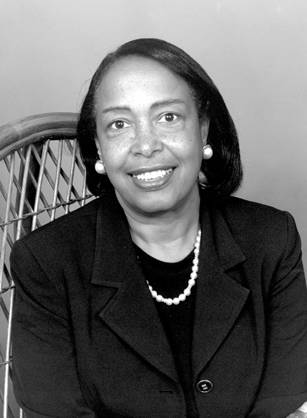
Patricia Bath

Patricia Era Bath (* 4. November 1942 in Harlem, New York City, New York (Bundesstaat); † 30. Mai 2019 in San Francisco, Kalifornien) war eine amerikanische Augenärztin und Erfinderin. Sie war die erste Augenärztin, die an die Fakultät der University of California an das Jules Stein Eye Institute der Los Angeles School of Medicine berufen wurde. Sie war die Erfinderin der Laser-Katarakt-Chirurgie.

## Leben und Werk
Bath war die Tochter von Gladys Bath, die von afrikanischen Sklaven und Cherokee-Indianern abstammte, und Rupert Bath, der aus Trinidad in die USA eingewandert war. Bereits auf der High School nahm sie 1959 an einem Sommerprogramm der National Science Foundation teil. Die Ergebnisse ihrer Krebsforschung wurden 1960 auf einer wissenschaftlichen Tagung vorgetragen und sie war eine der zehn Preisträgerinnen des Merit Award des Mademoiselle Magazin. Sie studierte Physik und Chemie am Hunter College, wo sie 1964 ihren Bachelor-Abschluss erwarb. Anschließend erhielt sie 1968 ihren medizinischen Abschluss mit Auszeichnung am Howard University College of Medicine in Washington, D.C. Während ihres Medizinstudiums nahm sie an einem Sommerprogramm in Jugoslawien teil, das sich auf pädiatrische Forschung konzentrierte. Das Programm, das von einem Regierungsstipendium gesponsert wurde, ermöglichte es ihr, zum ersten Mal ins Ausland zu reisen und internationale Erfahrungen zu sammeln. Von 1968 bis 1969 war sie Praktikantin am Harlem Hospital Center und von 1969 bis 1970 an der Columbia University.
Durch ihre Studien dort entdeckte sie, dass Afroamerikaner doppelt so häufig an Blindheit litten wie andere Patienten und achtmal häufiger an einem Glaukom erkrankten. Ihre Forschung führte zur Entwicklung einer Community Ophthalmology. Diese Augenheilkunde in der Gemeinschaft kombinierte Aspekte der öffentlichen Gesundheit, der Gemeinschaftsmedizin und der klinischen Augenheilkunde, um unterversorgten Bevölkerungsgruppen eine Grundversorgung zu bieten. Sie war auch maßgeblich daran beteiligt, die Augenchirurgie in die Augenklinik des Harlem Hospital zu bringen, in der 1968 keine Augenchirurgie durchgeführt wurde. Sie überredete ihre Professoren an der Columbia University, blinde Patienten kostenlos zu operieren, und meldete sich freiwillig als Assistenzchirurgin. Die erste größere Augenoperation im Harlem Hospital wurde 1970 aufgrund ihrer Bemühungen durchgeführt.
Nach ihrem Praktikum absolvierte sie als erste Afroamerikanerin in der Augenheilkunde von 1970 bis 1973 ihre Ausbildung an der New York University. Sie heiratete und bekam 1972 eine Tochter. 1974 wechselte sie als Assistenzprofessorin für Chirurgie an die Charles R. Drew University of Medicine and Science und für Augenheilkunde an die Fakultät der University of California, Los Angeles (UCLA). Im folgenden Jahr wurde sie das erste weibliche Fakultätsmitglied in der Augenklinik des Jules Stein Eye Institute der UCLA. 1976 war sie Mitbegründerin des American Institute for the Prevention of Blindness, basierend auf ihrem Prinzip, dass Sehkraft ein grundlegendes Menschenrecht ist. 1983 wurde sie als erste Frau in den USA Vorsitzende des Ausbildungsprogramms für Augenheilkunde an der UCLA.
1981 begann sie mit der Arbeit an ihrer bekanntesten Erfindung: der Laserphaco-Sonde. Das Gerät nutzte die Lasertechnologie, um eine weniger schmerzhafte und präzisere Behandlung von Katarakten zu erreichen. Sie patentierte das Gerät 1988 und wurde die erste afroamerikanische Ärztin, die ein medizinisches Patent erhielt. Mit ihrer Laserphaco-Sonde konnte sie dazu beitragen, das Sehvermögen von Personen wiederherzustellen, die seit mehr als 30 Jahren blind waren.
1993 zog sie sich von ihrer Position am UCLA Medical Center zurück und wurde Ehrenmitglied des medizinischen Personals. Im selben Jahr wurde sie zur „Pionierin der Howard University in der akademischen Medizin“ ernannt. Danach setzte sie sich für Telemedizin ein, um medizinische Dienstleistungen für entlegene Gebiete bereitzustellen, in denen die Gesundheitsversorgung begrenzt ist. Sie hatte Positionen in der Telemedizin an der Howard University und der St. George’s University (Grenada).
2009 berief Präsident Barack Obama sie in seine commission for digital accessibility for the blind.

## Patente
- U.S. patent 4744360: Apparatus for ablating and removing cataract lenses 17. Mai 1988.
- U.S. patent 5843071: Method and apparatus for ablating and removing cataract lenses. 1. Dezember 1988.
- U.S. patent 5919186: Laser apparatus for surgery of cataractous lenses. 6. Juli 1999.
- U.S. patent 6083192: Pulsed ultrasound method for fragmenting/emulsifying and removing cataractous lenses. 4. Juli 2000.
- U.S. patent 6544254: Combination ultrasound and laser method and apparatus for removing cataract lenses. 8. April 2003.

(Quelle:)

## Auszeichnungen
- 1995: Black Woman Achievement Award, NAACP Legal Defense Fund
- 2000: Aufnahme in das Innovative Lives program, Smithsonian Museum’s Lemelson Center for the Study of Invention and Innovation[4]
- 2001: Aufnahme in die Hall of Fame der American Medical Women’s Association
- 2006: Tubman’s Sheila Award
- 2011: Aufnahme in das Museum of Vision der American Academy of Ophthalmology
- 2012: Tribeca Film Festival Disruptive Innovation Award
- 2013: Association of Black Women Physicians Lifetime Achievement Award for Ophthalmology Contributions[5]
- 2014: Alpha Kappa Alpha Presidential Award for Health and medical Sciences[6]
- 2014: Howard University Charter Day Award
- 2017: Medscape one of 12 Women Physicians who Changed the Course of American Medicine
- 2017: Time Magazine Firsts: Women Who Are Changing the World[7]
- 2017: Aufnahme in die Hunter College Hall of Fame induction
- 2018: John Stearns Medal, New York Academy of Medicine
- 2018: Silver Innovator Award[8]

## Veröffentlichungen (Auswahl)
- Rationale for a Program in Community Ophthalmology. Journal of the National Medical Association 71(2, 1979), S. 145–148.
- Blacks at Greater Risk of Blindness. Archives of Ophthalmology 108, 1990, S. 1377–1378.